# Identificador Jabber
Los Identificadores Jabber, abreviado JID, expresan información de pertenencia o ruta en una red Jabber/XMPP, caracterizando, por ejemplo, a un usuario de esta red, a una sala de charla bajo MUC, a un servicio ofrecido por un servidor XMPP, etc.
Un Identificador Jabber está formado por dominio, nodo y recurso con el siguiente formato: usuario@anfitrión/recurso o (nodo@)dominio(/recurso).
El recurso de un identificador Jabber puede proporcionar información adicional respecto a cómo un usuario está accediendo al servidor. Un recurso puede informar del lugar desde el que el usuario se está conectando (por ejemplo casa o trabajo), el tipo de dispositivo que está usando para ello (por ejemplo el portátil, o el notebook) o el cliente XMPP que está usando (por ejemplo Gabber o Psi).
- Datos: Q2714181